# دايفيد هيتشكوك
دايفيد هيتشكوك (بالإنجليزية: David Hitchcock)‏ هو فنان قصص مصورة ورسام كارتون بريطاني، ولد في 22 سبتمبر 1963.